# Musée et église Saint-François (Montefalco)
Le musée et l'église Saint-François constituent un complexe muséal situé à Montefalco en Ombrie. Témoignage important de la peinture de la Renaissance des XVe et XVIe siècles, il est composé de l'église Saint-François, d'une galerie d'art civique, d'une section archéologique, des caves des frères et d'espaces d'exposition utilisés pour des expositions temporaires.

## Histoire
La première colonie de frères franciscains sur le territoire de Montefalco date de la première moitié du XIIIe siècle avec la construction de l'église Santa Maria della Selvetta à Camiano, un hameau non loin du centre historique. Au fil des années, les frères ont tenté de se rapprocher des murs de la ville avec la construction d'une nouvelle église dédiée aux saints Philippe et Jacques, dans la zone du belvédère de l'actuelle Via Railhiera Umbra. Ce n'est qu'en 1335 qu'ils obtiennent un terrain à l'intérieur des murs, dans le quartier de Collemora et construisent l'église actuelle dédiée au saint fondateur de l'Ordre. Le bâtiment est achevé en quelques années (1335-1338), construit grâce à des dons et des legs testamentaires importants, avec lesquels les frères purent également financer la riche décoration intérieure et le premier noyau du couvent. L'extension du dortoir remonte à la fin du XVIIe siècle lorsque, pour mieux accueillir la communauté de frères qui s'était agrandie, une bonne partie du cloître attenant au côté gauche de l'église fut sacrifiée ; une partie des colonnes est encore visible dans la troisième salle des anciennes caves. La communauté franciscaine est restée jusqu'en 1861, date à laquelle, avec la proclamation du Royaume d'Italie, les biens appartenant au couvent ont été confisqués et les frères se sont retirés des activités liturgiques et du couvent. Ce dernier a été utilisé comme hôpital civil, tandis que l'église, dès le XIXe siècle, a subi des restaurations et des travaux d'entretien dans le but de préserver son immense patrimoine artistique, et a accueilli les biens confisqués aux communautés religieuses, initialement fusionnées avec celles de l'église Saint Philippe Neri.
Le projet de construction d'un nouveau local pour le musée, plus adapté à la conservation et à une meilleure utilisation des œuvres exposées, est réalisé en 1990, avec l'acquisition et la restauration de certaines anciennes salles du couvent, qui déterminent l'organisation du musée qui a trois niveaux d'exposition : l'église au rez-de-chaussée, la pinacothèque au premier étage et la crypte au sous-sol. L'espace d'exposition a été encore agrandi en 2006. Les travaux réalisés au sous-sol, visant à restaurer l'espace sous la nef (autrefois utilisé comme ossuaire), ont rendu disponibles trois couloirs voûtés qui accueillent désormais des expositions d'art contemporain. Les fouilles ont également mises au jour les anciennes caves du couvent, destinées à la production et au stockage du vin.

## Pinacothèque
L'itinéraire d'exposition du complexe muséal commence par la Pinacothèque, où sont conservées principalement les œuvres mobilières qui font partie du patrimoine municipal à la suite de la suppression des corporations religieuses du territoire.
L'espace est organisé en quatre salles, où sont exposées par ordre chronologique des œuvres datées du XVe au XVIIe siècle.

### Principales œuvres

#### Salle 1
- Assomption , Anton Maria Garbi, XVIIIe siècle, peinture à l'huile sur toile venant de l'ancienne église Saint-Philippe-Neri. L'ouvrage pourrait être une copie de l'Assomption faite par Guido Reni en 1637, pour le cardinal Luigi Capponi[5].

- Vierge à l'Enfant avec saint Jean et les saints Nicolas de Bari et François d'assise, de Simeone Ciburri, 1605, huile sur toile venant de l'église San Francesco al Prato à Pérouse. Elle est considérée comme l'une des meilleures œuvres du peintre pérugin et met en évidence les influences stylistiques siennoises de l'époque[6].

- Vierge à l'Enfant avec les saints Roch, Clément, François d'Assise et Claire , signée Petrus Ranchanellus (Pietro Rancanelli), 1602, huile sur toile venant de l'église San Clemente à Montefalco. Le commanditaire, Fabio Tempestivi, est représenté dans le coin inférieur gauche. En 1602, il a été élu archevêque de Dubrovnik par le pape Clément VIII et voulait honorer son bienfaiteur avec une œuvre qui exalte le nom du pape en représentant saint Clément, flanqué des saints François d'Assise et Claire de Montefalco[7].

#### Salle 2
- Vierge à l'Enfant , peintre ombrien, début du XIVe siècle, tempera sur bois sur fond d'or, venant du couvent Saint-François à Montefalco. L'iconographie de la Vierge « fermée dans le manteau » et la solution linéaire, par exemple des mains, dérivent de l'art byzantin, mais le petit panneau révèle des qualités constructives proches des expériences toscanes et surtout de Giotto[8].

- Saint Vincent de Saragosse, sainte Illuminata, saint Nicolas de Tolentino , Antonio Aquili dit « Antoniazzo Romano », fin du  XVe siècle, tempera sur bois sur fond d'or, venant de l'église Santa Illuminata à Montefalco. Le grand tableau est entièrement occupé par les figures debout des trois saints représentés. Les travaux de restauration ont révélé que deux des personnages ont été modifiés : sainte Catherine au centre, est devenue sainte Illuminata (la roue du martyre était couverte) ; saint Antoine de Padoue à droite, dépouillé de l'habit franciscain et recouvert de celui des augustins, devient saint Nicolas de Tolentino. Le seul saint non modifié est saint Vincent de Saragosse. Le curieux réajustement des saints a posé la question de l'origine de la commande de l'œuvre, considérant également que le domaine d'activité de l'auteur se situait principalement à Rome et dans le Latium. Le transfert à l'église de Montefalco semble lié à la figure du père Anselmo da Montefalco qui passa les dernières années de sa vie au couvent Santa Maria del Popolo à Rome et aurait donc pu pousser pour que le panneau de l'église de Montefalco soit modifié[9].

- Crucifixion avec saint François d'Assise , Niccolò Liberatore dit « l'Alunno », troisième quart du XVe siècle, bois sculpté, doré et polychrome, tempera sur bois, venant de l'église San Fortunato à Montefalco. La Madone à gauche a les bras tournés vers son fils ; au centre, au pied de la croix, se trouvent la Madeleine et saint François, et à, droite, saint Jean. En arrière-plan, deux anges sont agenouillés sur des nuages gris. Le choix des couleurs des peintures (le rouge vif du sang et des vêtements, le ciel sombre comme le manteau de Marie) et le Christ mis en relief, soulignent le drame de la Crucifixion.

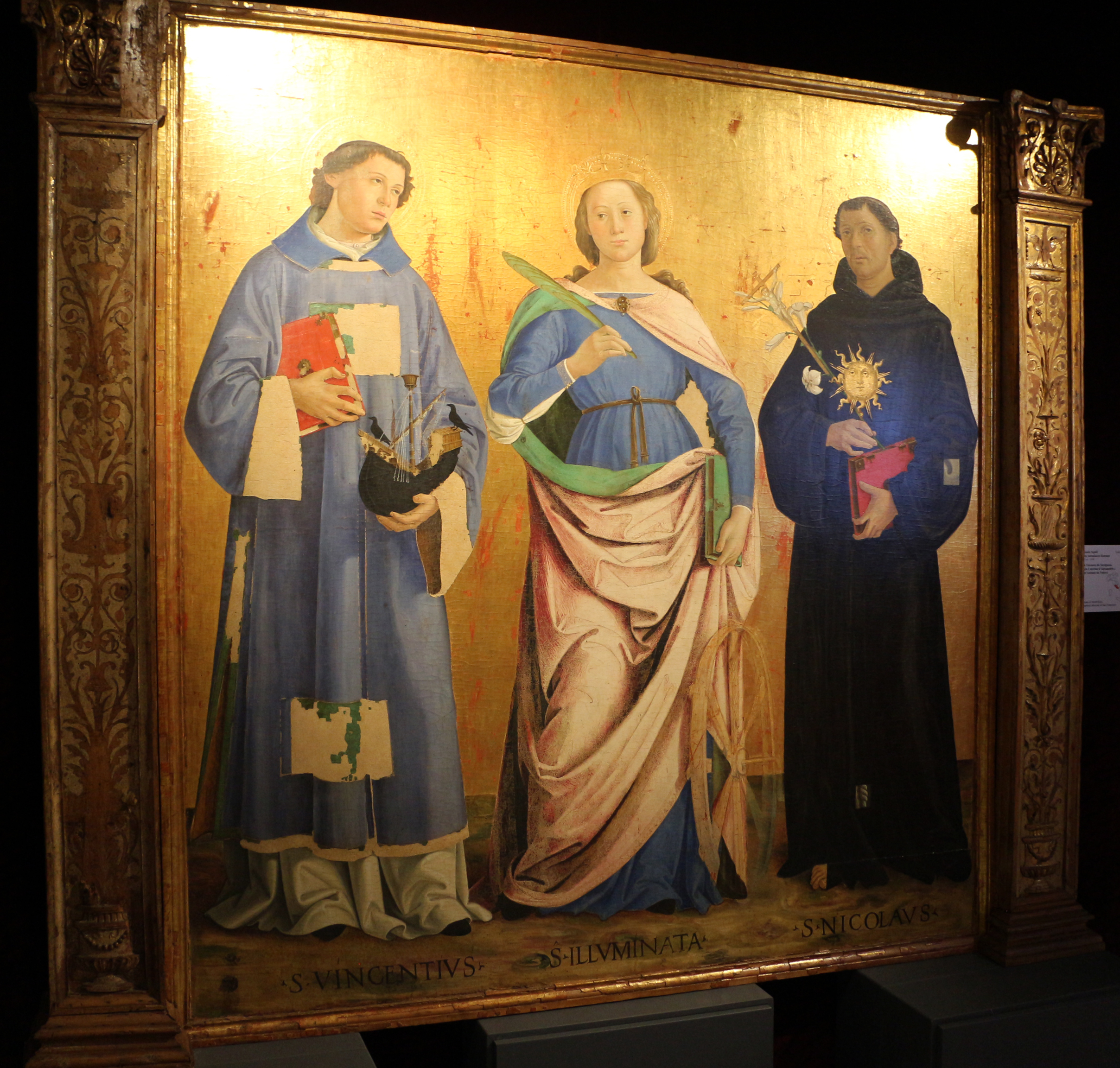
Antoniazzo Romano, saints Vincent de Saragosse, Catherine d'Alexandrie et Antoine de Padoue.
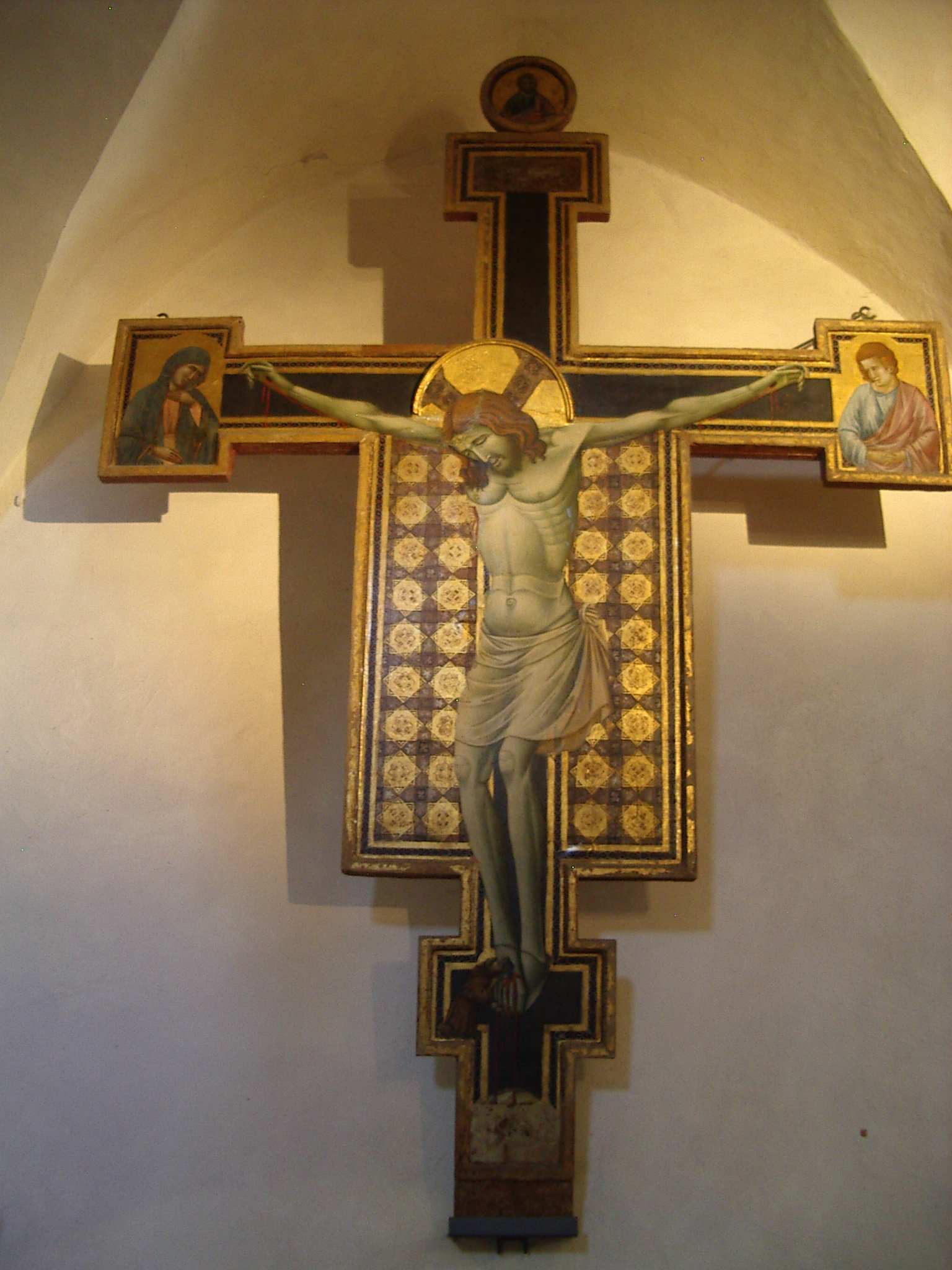
Crucifixion avec saint François d'Assise , Niccolò Liberatore dit « l'Alunno ».
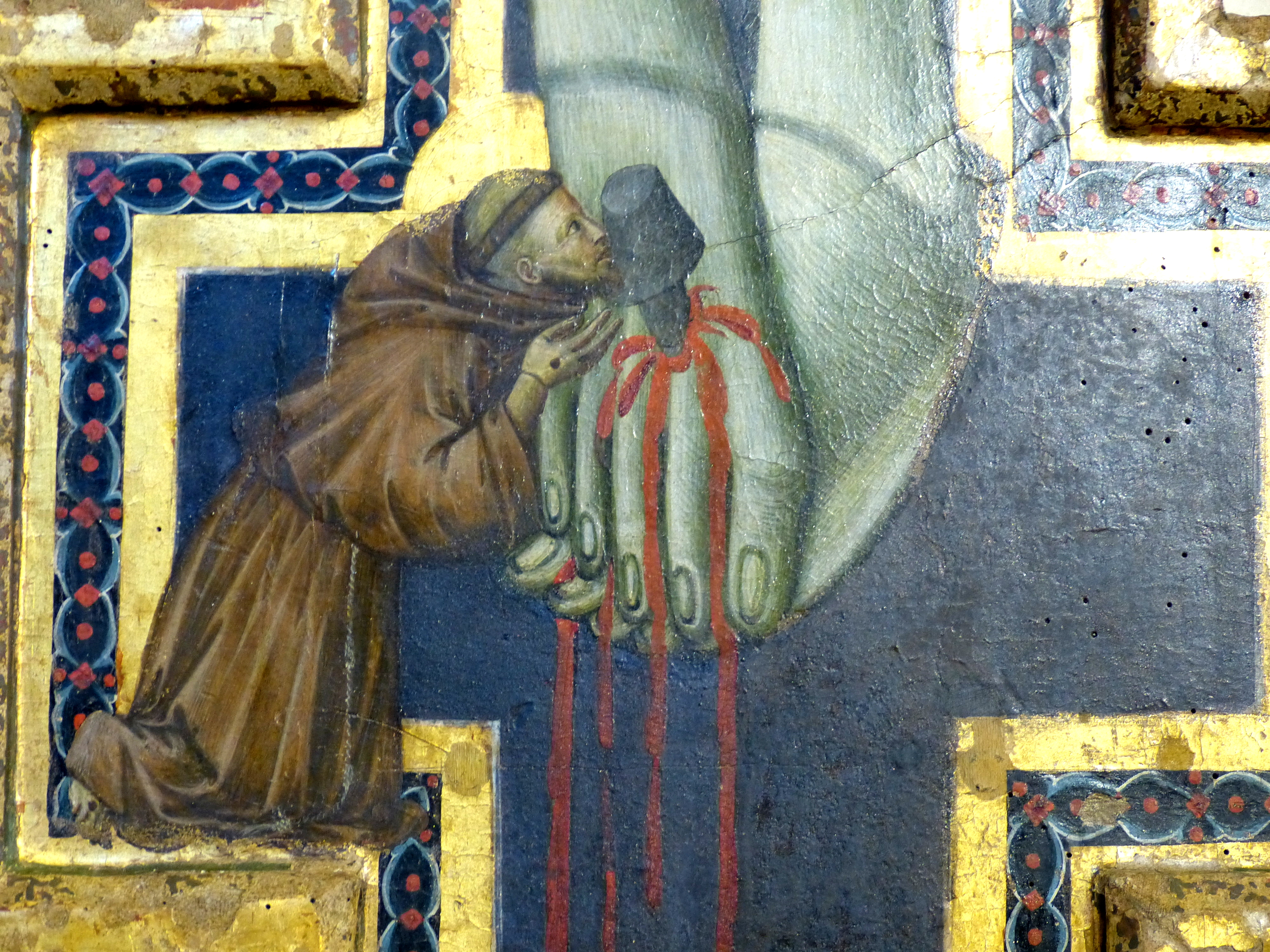
Détail : saint François d'Assise baise les pieds du Christ.

#### Salle 3
- Vierge à l'Enfant, atelier de Melozzo da Forlì, vers 1470, tempera sur toile. Commandée par Alessandro Sforza, l'œuvre est une copie de l'image byzantine de la Vierge Marie conservée dans l'église Santa Maria del Popolo à Rome[10].

- Histoires de la vie du Christ , peintre de Foligno actif vers 1450- 460, tempera sur bois. L'œuvre représente neuf épisodes de la vie du Christ, disposés sur deux panneaux jadis reliés par des charnières. À partir du haut à gauche, sont représentés :  L'Annonciation, La Nativité, L'Adoration des Mages,  La Circoncision, l'L'Arrestation du Christ, La Moquerie, L'Ascension au Calvaire, la Crucifixion et la Vierge du lait.

#### Salle 4

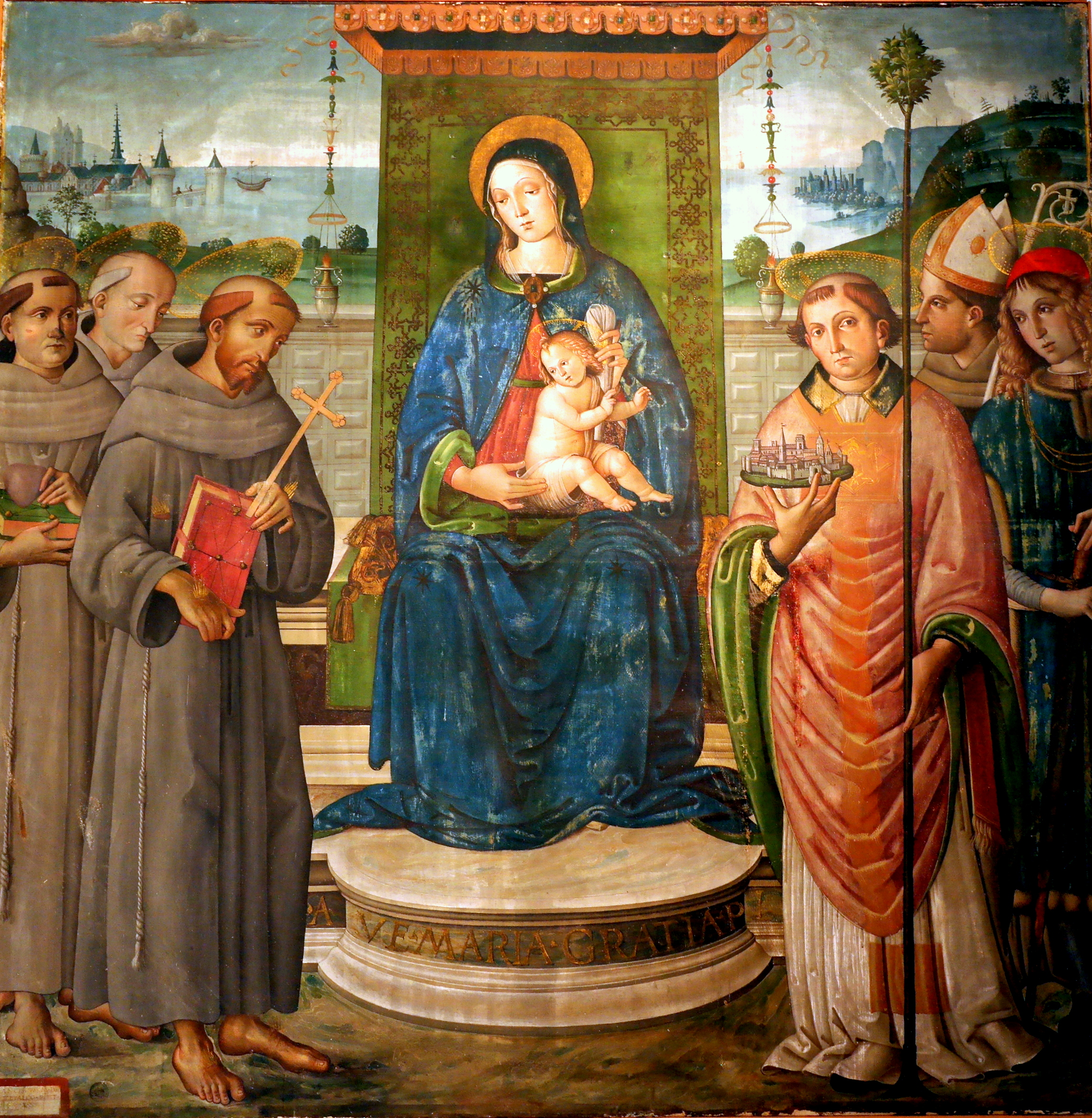
La Vierge avec l'Enfant et les saints Antoine de Padoue, Bernardin de Sienne, François d'Assise, Fortunato, Louis d'Anjou et Severo (Francesco Melanzio).

La dernière salle abrite certaines des œuvres du peintre Francesco Melanzio, né à Montefalco vers 1465 (la date du décès n'est pas connue).
- La Vierge intronisée avec l'Enfant et les saints Antoine de Padoue, Bernardin de Sienne, François d'Assise, Fortunato, Louis d'Anjou  et Severo, 1498, tempera sur toile, venant de l'église San Fortunato à Montefalco. La Vierge intronisée avec l'Enfant est placée au centre de l'œuvre avec des saints à ses côtés  ; à gauche, Bernardin de Sienne, Antoine de Padoue et François d'Assise au premier plan  ; à droite, saint Louis d'Anjou, saint Severo et saint Fortunato. La composition est disposée sur une sorte de «  terrasse  » donnant sur un panorama lacustre. Le cartouche en bas à gauche porte la signature de l'auteur et l'année d'exécution. L'œuvre, utilisée comme bannière de procession, est considérée comme l'une des meilleures de l'artiste et est fortement influencée par le style du Pérugin et, plus encore, par celui de Pinturicchio (le lac en arrière-plan est un élément récurrent dans les œuvres de Pintoricchio)[11].

- Vierge à l'Enfant entre les saints Sébastien, Pierre, Paul et Dominique , 1487, tempera sur bois, venant de l'église Sant'Agostino à Montefalco. La Vierge est assise au centre sur un trône de marbre très élaboré, l'Enfant couché sur ses genoux  ; à gauche les saints Severo et Pierre, à droite Paul et Dominique. La signature de l'auteur est visible dans le cartouche en bas au centre, tandis que le nom du commanditaire est  les traits caractéristiques de la première phase de l'artiste influencée par le style ombrien de Foligno. L'œuvre a été fortement endommagée par un incendie, surtout du côté droit ; malgré les restaurations de 1907 et 1987, les dégâts causées par les flammes sont toujours visibles[12].

- Notre-Dame du Bon Secours , fin du XVe siècle, tempera sur bois, venant de l'église Sant'Agostino à Montefalco. La Vierge est représentée debout au centre, imposante, occupant tout l'espace sur la hauteur ; le bras droit levé tient le bâton et la main gauche tient un enfant placé dans le coin inférieur droit qui, pour échapper à l'emprise du diable, tente de grimper sur la robe de la Vierge. Le diable, aux traits hideux avec des cornes, des pattes de chèvre, des ailes de chauve-souris, une large bouche et le serpent autour de la taille, est représenté à l'extrême droite de l'œuvre, tandis qu'à gauche, la mère de l'enfant, les mains croisées prie à genoux aux pieds de la Vierge. L'iconographie de l'œuvre, très répandue à l'époque de la Renaissance dans le centre de l'Italie (en particulier dans les Marches et l'Ombrie), devait servir à décourager la pratique du baptême tardif, thème particulièrement cher à l'Ordre des Augustins ; beaucoup de peintures sur ce thème proviennent d'églises augustiniennes[13].

- Vierge à l'Enfant avec les saints Sébastien, Fortunato, Severo et Claire de Montefalco , 1488, tempera sur bois, venant de l'église Santa Maria di Turrita à Montefalco. La Vierge et les saints s'inscrivent dans une architecture en relief qui encadre chaque personnage avec des arcades soutenues par des colonnes. Dans l'arc central, le plus grand, figure la Vierge intronisée avec l'Enfant, entourée d'anges  ; à gauche sont représentés saint Sébastien et saint Fortunato, à droite saint Severo et sainte Claire de Montefalco. La dédicace sur la bande sous l'entablement rappelle que l'œuvre a été réalisée à l'occasion de la fête de la Vierge célébrée en décembre[14].

## Église Saint-François

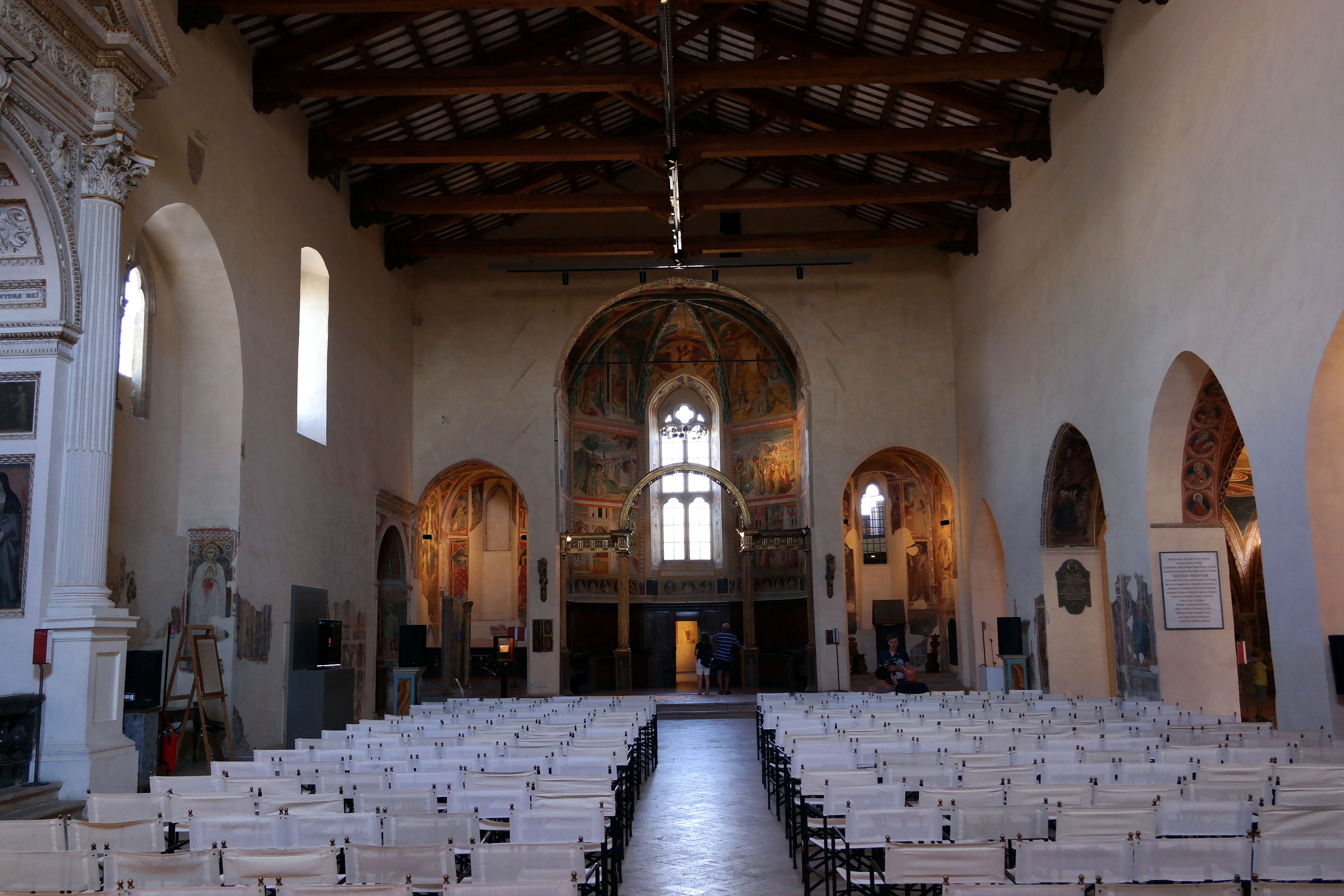
Église Saint-François.

### Histoire
L'église Saint-François  a été construite entre 1335 et 1338 dans des formes très simples qui s'inscrivent dans le style de l'architecture franciscaine, comparable à l'église Saint-François de Trevi et à celle de Cortone. Le bâtiment a une seule nef couverte d'une charpente en bois remplacée à la fin du XIXe siècle par celle actuellement visible ; l'abside pentagonale, avec une ogive nervurée reposant sur des corbeaux figurés, est flanquée de deux chapelles rectangulaires et à droite d'une salle rectangulaire, qui fut probablement utilisée comme sacristie. Sous l'abside, la crypte et une autre pièce, dont la taille et la forme coïncident avec celles du dessus, doivent être considérées comme contemporaines de la construction de l'église, mais le plan d'origine a été modifié et agrandi dans les périodes ultérieures. À la fin du XIVe siècle, quelques chapelles commencèrent à être ouvertes sur le mur de droite, qui en peu de temps s'aligna avec la façade ; au début du XVIe siècle, sur le côté gauche de l'envers de la façade, l'édicule à fresque du  Pérugin  fut construit, tandis qu'entre 1580 et 1585, la chapelle Bontadosi fut achevée sur le côté gauche de la nef. La démolition des murs des chapelles du côté droit remonte à la première décennie du XVIIe siècle pour obtenir une nef latérale imitant l'église Sant'Agostino, également à Montefalco, et l'ouverture de la porte d'entrée latérale. La façade de l'église n'a jamais été achevée, l'oculus, représenté par Benozzo Gozzoli dans l'une des scènes à fresque de l'abside, a été remplacé au début du XVIIe siècle par une grande fenêtre rectangulaire. Le décor pictural conservé, réalisé à la fresque, documenté principalement au XVe et XVIe siècles, porte la signature de grands artistes, tels que Benozzo Gozzoli et Perugin.

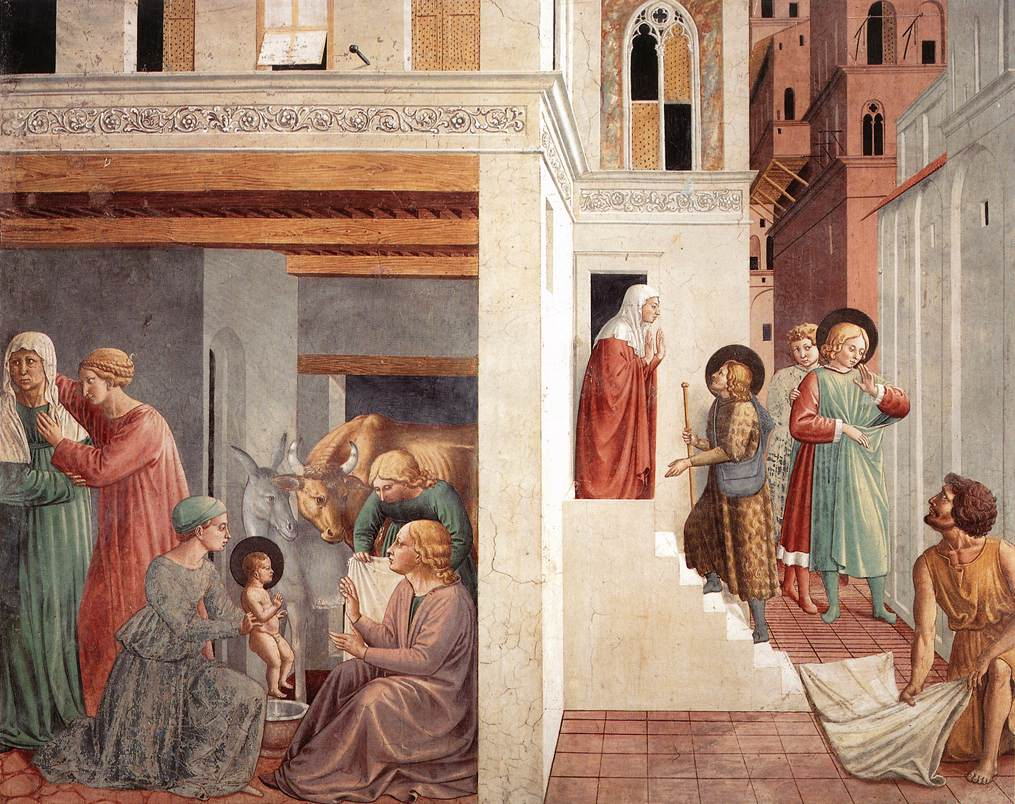
Naissance de saint François et Jésus vêtu en pèlerin qui frappe la maison de saint François.

### Œuvres de Benozzo Gozzoli

#### Histoires de la vie de saint François
Benozzo di Lese di Sandro, mieux connu sous le nom de Benozzo Gozzoli, est appelé par les frères du couvent en 1450 pour peindre à fresque l'abside centrale avec les « Histoires de la vie de saint François ». Gozzoli a réalisé une première œuvre à Montefalco dans l'église San Fortunato, siège des frères mineurs franciscains, ce qui a probablement incité Fra Jacopo Macthioli, prieur de l'église Saint-François où la communauté des frères conventuels vivaient, à lui commander les fresques de l'abside. Les fresques de Montefalco sont les premières œuvres que le peintre exécute en maître, après avoir travaillé aux côtés de Fra Angelico entre 1438 et 1443, puis à nouveau en 1447 pour la décoration de la chapelle San Brizio dans la cathédrale d'Orvieto et de la chapelle Nicoline dans le palais du Vatican à Rome, en plus d'avoir collaboré avec Lorenzo Ghiberti de 1444 à 1447, à la décoration des panneaux de la porte du Paradis du baptistère de Florence. Les épisodes de la vie du saint d'Assise sont représentés dans les cinq murs de l'abside au-dessus du chœur en bois, dans douze scènes disposées sur trois registres superposés séparés par une bande explicative; la narration se déroule de gauche à droite en partant du bas.
Premier registre
1. Naissance de saint François : représentée dans une étable (analogie évidente avec la naissance du Christ) - Jésus en pèlerin frappe à la maison de saint François - Hommage de l'homme simple au jeune François
2. François donnant le manteau à un pauvre homme - Le Rêve de François ; Le Christ montre au saint dans un rêve un palais plein de boucliers avec la croix
3. La Renonciation aux biens paternels
4. Prière d'intercession de la Vierge au Christ juge - Rencontre de saint François et saint Dominique à Rome devant la Basilique du Vatican

Registre médian

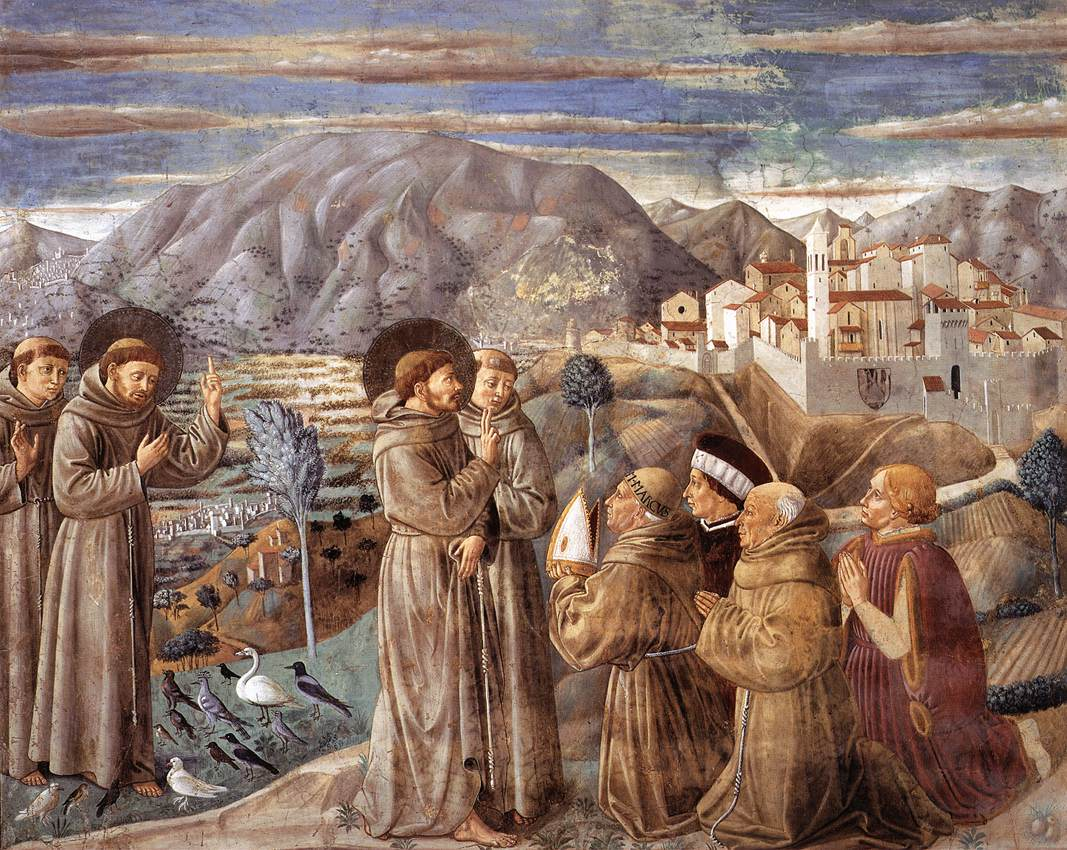
Saint François prêche aux oiseaux et bénit la ville de Montefalco.

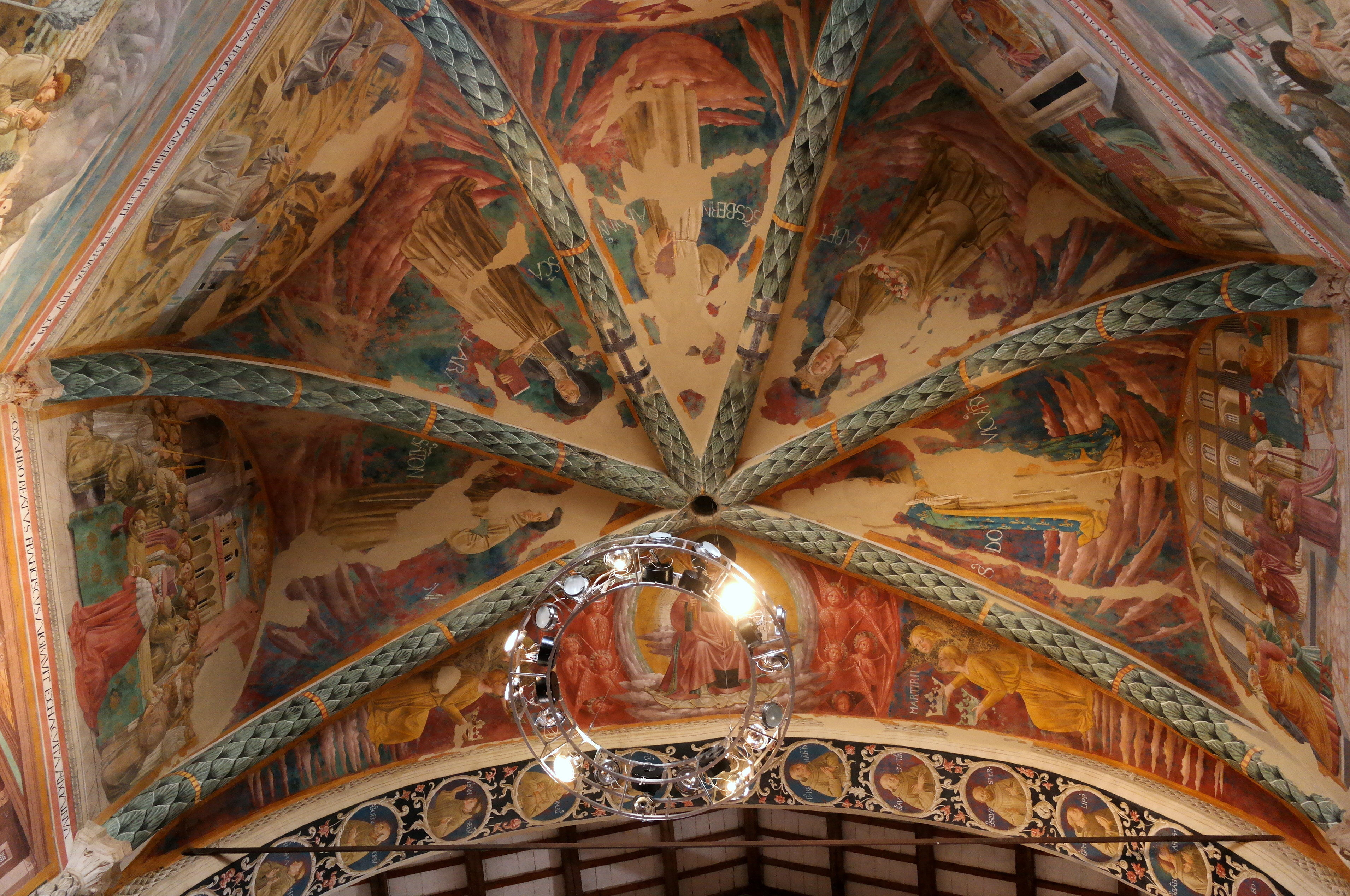
Voûte de l'abside centrale.

1. Le Rêve du pape Innocent III ; saint François apparaît au Pape dans un rêve tout en soutenant l'Église du Latran - Le Pape Honorius III approuve la Règle franciscaine
2. L'Expulsion des démons d'Arezzo ; Saint François à genoux avec saint Silvestre près des murs de la ville, priant, il chasse les démons et ramène la paix
3. Saint François prêche aux oiseaux près de Bevagna - Saint François bénit la ville de Montefalco et ses habitants
4. Épisodes dédiés au Seigneur par Celano ; Le Souper, la Confession et la Mort du chevalier.

Troisième registre
1. Crèche de Greccio
2. Procès du feu devant le Sultan
3. Saint François reçoit les stigmates au Monte della Verna
4. Mort du saint et attestation des stigmates .

Au-dessus du chœur, dans des médaillons disposés en bande horizontale, une galerie de portraits d'illustres franciscains est interrompue par les trois médaillons placés sous la fenêtre centrale à meneaux, où sont représentés trois illustres Florentins : Dante, Pétrarque et Giotto. La voûte, divisée en six intrados nervurées décorées de motifs végétaux, abrite cinq saints de l'Ordre (à partir de la gauche : saint Louis de Toulouse, sainte Élisabeth de Hongrie, saint Bernardin de Sienne, sainte Claire et saint Antoine de Padoue) et dans la plus grande intrados « Saint François en gloire avec trois anges ». L'intrados de l'arc reprend le motif des médaillons avec saint François au centre et ses douze compagnons.

#### Chapelle San Girolamo

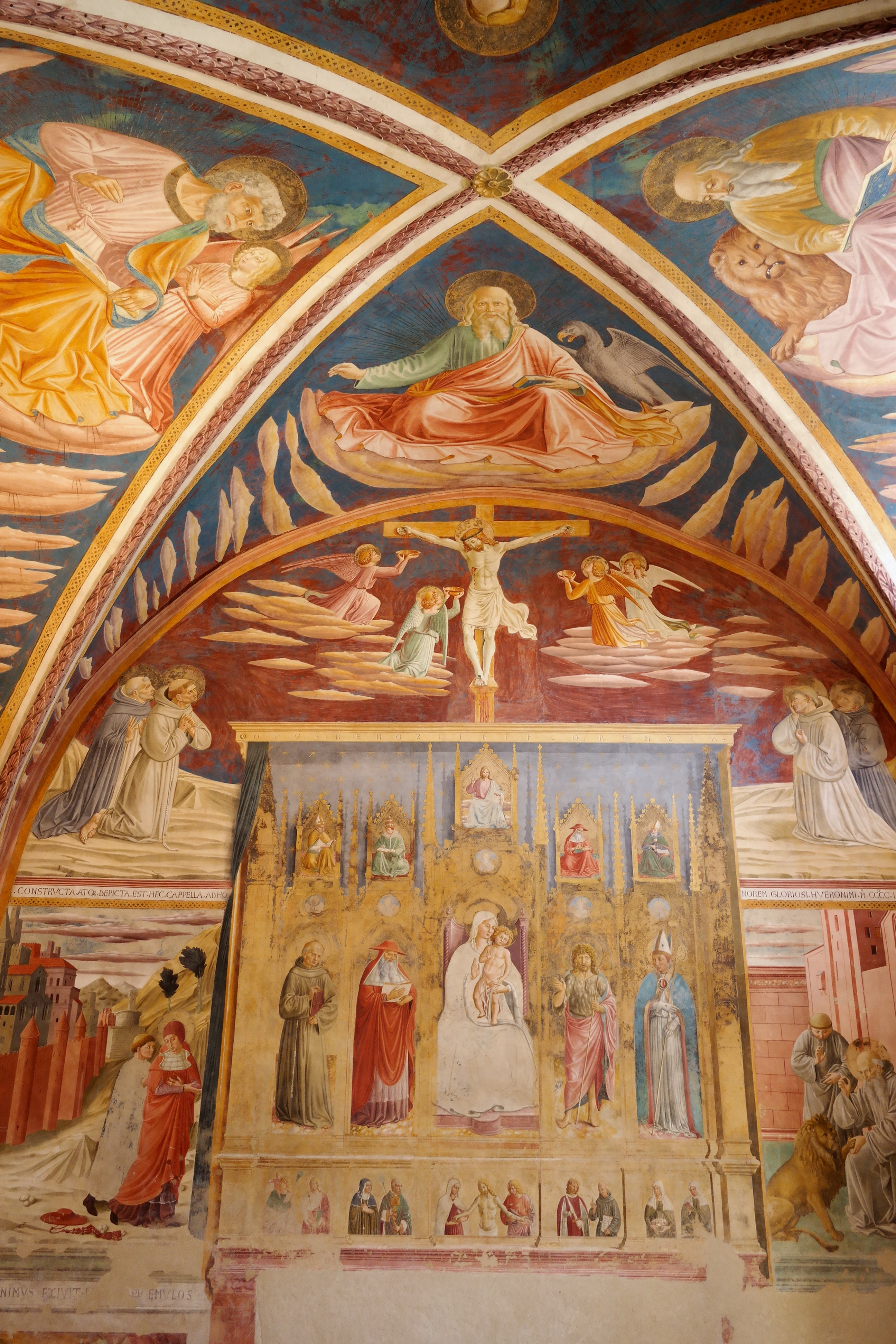
Benozzo Gozzoli - Chapelle San Girolamo.

Après les travaux sur l'abside, Gozzoli peint également à la fresque la chapelle San Girolamo en 1452, la dernière des chapelles du côté droit de la nef, probablement commandée par le notable de Montefalco Girolamo di Ser Giovanni Battista de Filippis . Une grande partie de la décoration picturale avec des Histoires de la vie de saint Jérôme a été perdue à la suite de la démolition du mur gauche et de l'ouverture de l'entrée latérale de l'église sur le côté droit de la chapelle. 
Les scènes qui subsistent sont : sur le mur du fond, Départ du saint de Rome, et Saint Jérôme enlevant l'épine de la patte du lion ; sur le mur de droite, Saint Jérôme montre le lion aux moines,  Le lion ramène l'âne et les chameaux au monastère, Saint Jérôme pénitent dans le désert. 
Le mur du fond dans la partie centrale a un faux polyptyque avec une Madone intronisée avec les Saints, surmontée d'une lunette avec la Crucifixion. Dans l'arche d'entrée, subsistent le Christ bénissant entre les anges et les saints Sébastien, Bernardino et Catherine d'Alexandrie. Les quatre évangélistes sont représentés dans les intrados de la voûte.

### Ouvrage du Pérugin

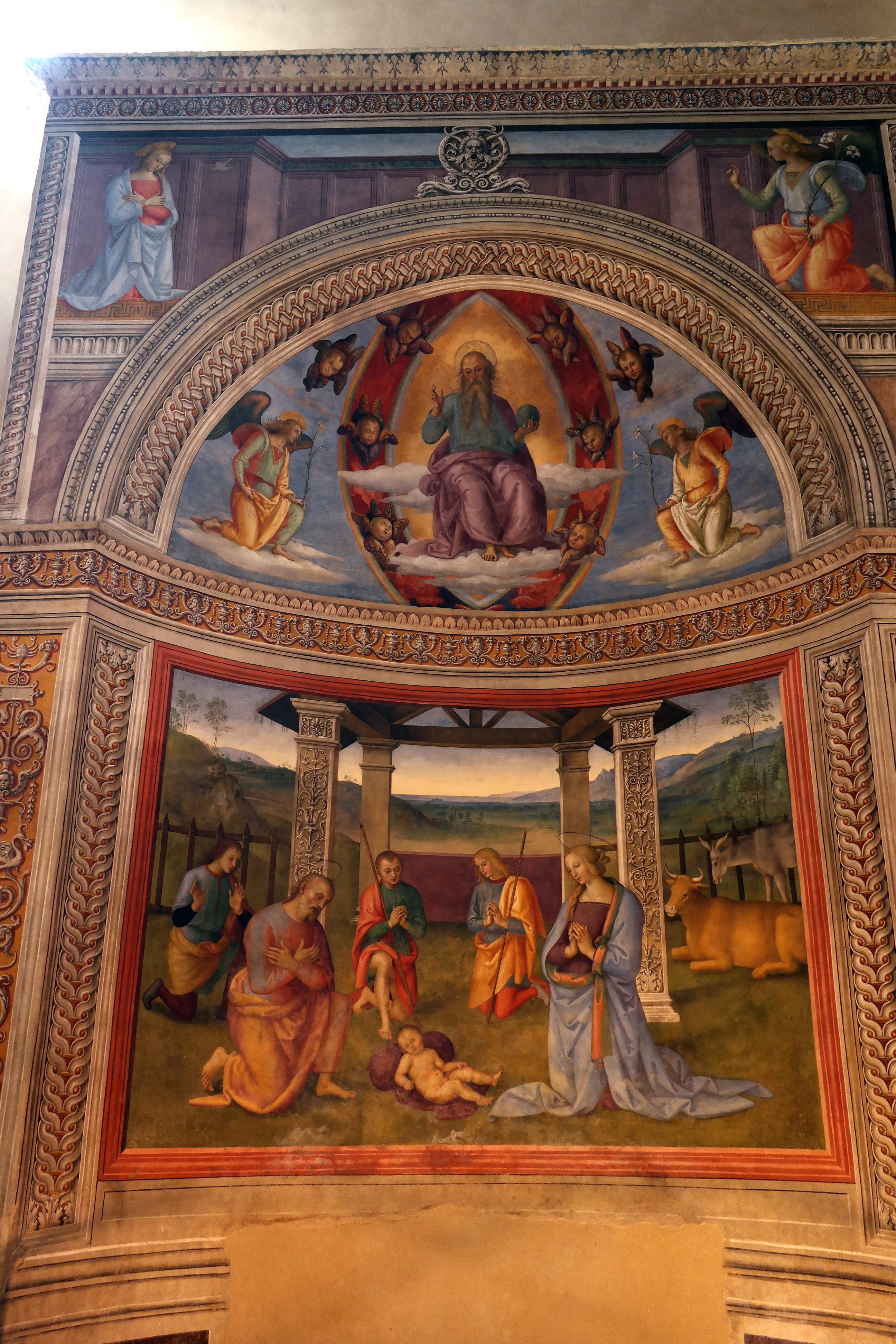
Perugino, Édicule.

En plus de Benozzo Gozzoli, Pietro Vannucci dit « Il Perugino », artiste de Città della Pieve, est présent dans l'église où, en 1503, il peint l'édicule sur le côté droit de la contre-façade. L'œuvre, bien qu'ayant fait l'objet d'une longue attribution critique, a finalement été attribuée à Vannucci grâce à la comparaison avec des œuvres similaires telles que La Nativité (1503) de l'église San Francesco del Monte à Pérouse, maintenant conservée dans la Galerie nationale de l'Ombrie. L'édicule présente trois scènes encadrées de fausses architectures et de motifs de candélabres. Figurent, au-sommet, L'Annonciation, dans la niche centrale, L'Éternel en gloire entre les anges et la Nativité. L'espace de la niche centrale est presque entièrement occupé par la Nativité. Le moment de la naissance de Jésus s'inscrit dans un paysage verdoyant qui se perd visiblement et se dégrade au loin dans des tons de bleu jusqu'à se confondre avec le plan d'eau représenté à l'horizon. La présence dominante du paysage est une caractéristique de la phase de maturité de l'artiste ; la structure ouverte de la crèche permet à l'œil d'errer sur la nature qui entoure les personnages agenouillés avec l'intention de rendre hommage au fils de Dieu.

## Section archéologique

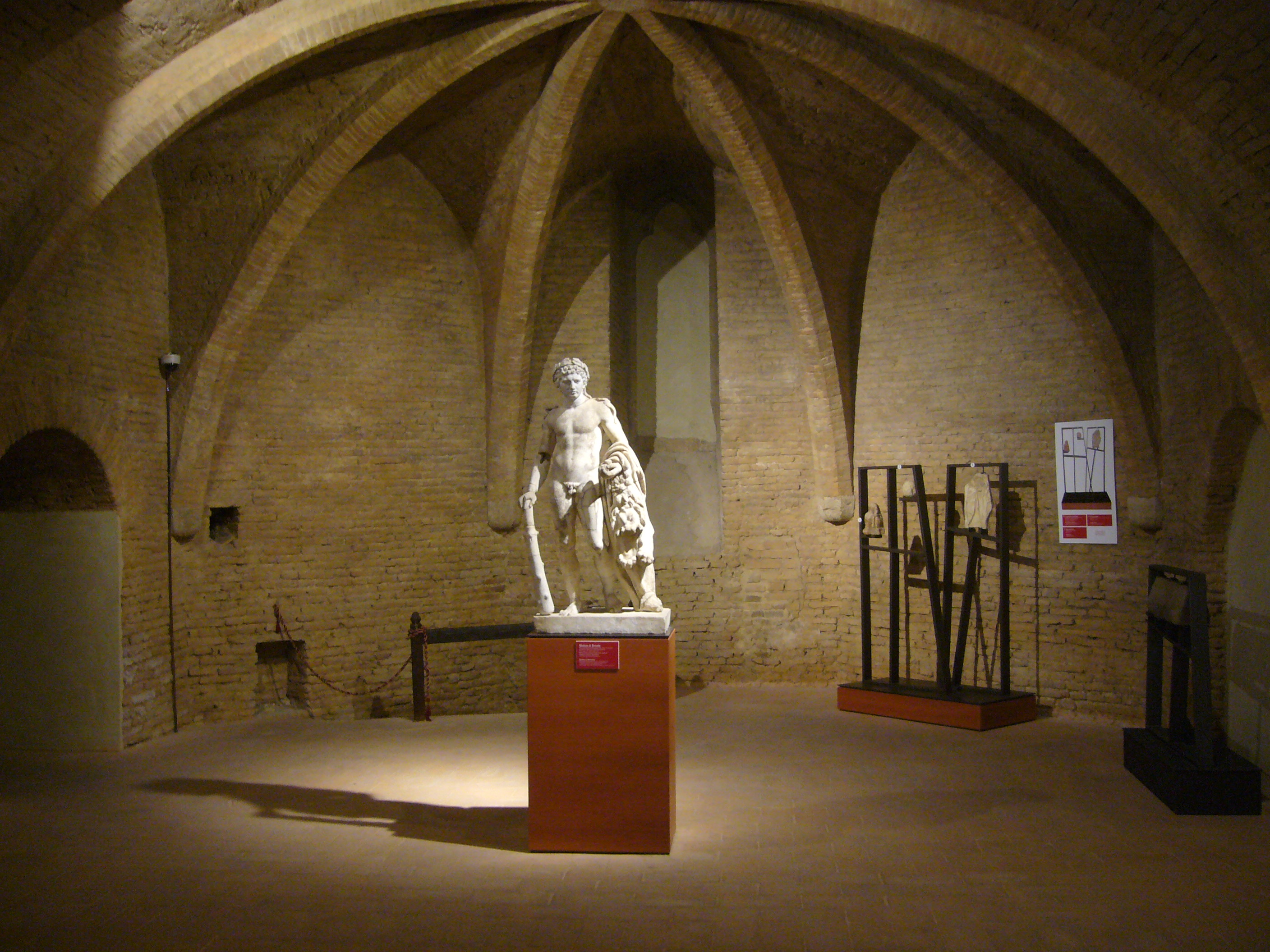
Section archéologique_Statue d'Hercule

La section archéologique est installée dans la crypte, située sous l'abside de l'église. Les matériaux conservés, datant du Ier siècle av. J.-C. au  XVIe siècle proviennent du territoire de Montefalco et attestent de l'occupation de la région dès l'époque romaine. Le territoire, compris entre les juridictions administratives de Spoletium, Mevania, Tuder et Trebiae, était occupé par des villas patriciennes, comme le suggèrent certaines des inscriptions conservées, cependant l'absence de fouilles systématiques ne permet d'avoir qu'une connaissance partielle du territoire à cette époque. La plupart des matériaux ont été trouvés lors de la récupération et de la réutilisation à l'intérieur de bâtiments médiévaux, période à partir de laquelle la ville a été fondée (XIe – XIIe siècle).
Les trouvailles de l'époque romaine peuvent être datées du Ier siècle av. J.-C. au IVe siècle ; la plus ancienne est le couvercle d'une urne cinéraire en grès, avec une inscription écrite en latin et en alphabet ombrien, datée entre le IIe et Ier siècle av. J.-C.. La statue d'Hercule, considérée comme une copie d'une œuvre grecque du IVe siècle av. J.-C., est datée du  Ier siècle av. J.-C. (ou au début du Ier siècle). Hercule est représenté nu, appuyé de sa main droite sur le bâton noueux ; le leontè (peau du lion de Némée) sur le bras gauche et les pommes des Hespérides dans la main gauche, rappellent deux des douze travaux accomplis par le héros. La statue en marbre blanc a été restaurée avec des parties en marbre italique, probablement au XVIIIe siècle. Une plaque de marbre blanc de type Luni décorée en relief, datée du Ier siècle, est d'une valeur considérable. Le décor présente un motif très répandu, notamment dans l'art corinthien : une grosse tête d'acanthe à feuilles et fleur centrale, d'où partent symétriquement des vrilles enroulées en grands volutes. Au Moyen Âge, la dalle est devenue une table d'autel, comme le montre l'inscription sur la face supérieure, et a été par la suite sculptée et privée d'une partie de son décor pour l'adapter à un lavabo.
Les inscriptions, pour la plupart à caractère funéraire, sont importantes pour la connaissance historique du territoire. Parmi les plus intéressantes, figure la Stèle funéraire en forme d'autel du Ier siècle, en marbre blanc, dédié par Publius Aelius Primitivus, affranchi, à son fils décédé prématurément. Le texte de l'inscription indique Mevania comme le lieu de naissance du défunt, soulignant probablement l'obtention d'un statut juridique et social et la possibilité, par conséquent, d'obtenir la citoyenneté romaine. L'autel a été récupéré dans l'église San Bartolomeo de Montefalco, où il était utilisé comme bénitier.

## Caves des frères
Les anciennes caves du couvent ont été découvertes lors des travaux d'agrandissement du sous-sol du musée, qui ont débuté en 2002 et se sont terminés en 2006. Lors des fouilles, trois lieux sont apparus où étaient conservées les anciennes cuves en maçonnerie pour la collecte et le pressurage des raisins et pour contenir les moûts. La construction des caves peut être datée entre le XVe et le XVIIe siècle ; la production de vin par les frères est amplement documentée dans les statuts municipaux. Les matériaux exposés (pressoirs, outils et ustensiles pour la production et la conservation du vin) peuvent être datés d'une période comprise entre les XVIIIe et XIXe siècles. L'exposition permanente, mise à disposition par une association privée (« Association pour l'étude et la recherche des traditions populaires ombriennes - Marco Gambacurta »), montre ce qui devait être l'utilisation d'outils anciens, connu grâce à un inventaire (« Inventaire des biens meubles du couvent des Frères Mineurs conventuels de l'église Saint-François ») de 1798, conservé dans la section des Archives d'Etat de Spolète, qui répertorie les matériaux présents dans les caves. Le lieu d'entreposage des deux premiers réservoirs a été préservé, l'un était destiné à la récolte des raisins à presser, l'autre à l'installation du pressoir, comme en témoigne la niche où il était ancré dans une poutre. Les deux réservoirs sont reliés par un tuyau à deux autres réservoirs utilisés pour la collecte des moûts. Dans la deuxième pièce, il y a un seul grand bassin relié à un autre creusé dans le sol. La décoration des fresques sur les murs suggère que la pièce avait initialement un usage différent. Une troisième salle, où sont conservés deux autres bassins, a été créée dans l'une des salles lors de l'extension du couvent en 1600.

## Source de traduction
- (it) Cet article est partiellement ou en totalité issu de l’article de Wikipédia en italien intitulé « Complesso museale di San Francesco (Montefalco) » (voir la liste des auteurs).